# Água do Gato
Água do Gato (em Crioulo cabo-verdiano (escrito em ALUPEC): Agu di Gatu) é uma aldeia a noroeste da ilha de Santiago, em Cabo Verde. Localiza-se 20  km a noroeste da capital nacional de Cabo Verde, Praia e 2 km oeste da vila .